# Estação Pueyrredón (Linha D do Metro de Buenos Aires)
A Estação Pueyrredón é uma das estações do Metro de Buenos Aires, situada em Buenos Aires, entre a Estação Facultad de Medicina e a Estação Agüero. Faz parte da Linha D e faz integração com a Linha H através da Estação Santa Fe.
Foi inaugurada em 05 de setembro de 1938. Localiza-se no cruzamento da Avenida Santa Fe com a Avenida Pueyrredón. Atende o bairro de Recoleta.